# Alessandra Aguilar

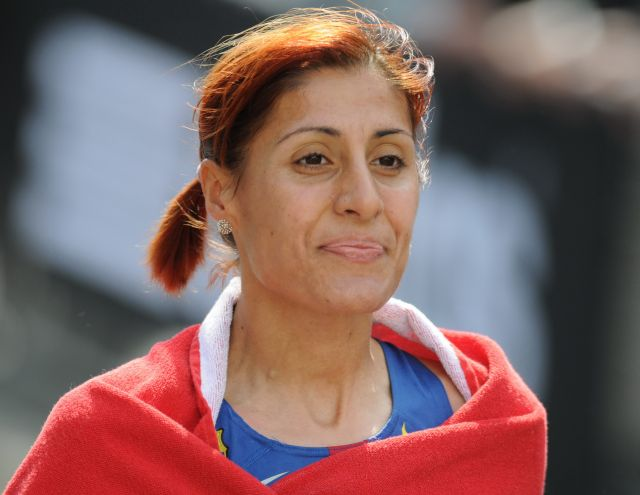
Alessandra Aguilar beim Rotterdam-Marathon 2008

Alessandra Aguilar (* 1. Juli 1978 in Lugo) ist eine spanische Langstreckenläuferin, die sich auf den Marathon spezialisiert hat.
Ursprünglich eine Bahn- und Crossläuferin, wechselte sie 2007 zum Straßenlauf und erzielte Zeiten von 32:26 min über 10 km (am 20. Mai 2007 beim Great Manchester Run) und 1:11:33 h im Halbmarathon (am 3. Februar 2008 in Granollers).
Gleich bei ihrem ersten Marathonstart wurde sie 2008 Dritte beim Rotterdam-Marathon in 2:29:03 h und qualifizierte sich damit für den Marathon der Olympischen Spiele in Peking, bei dem sie den 54. Platz belegte.
2009 siegte sie beim Hamburg-Marathon in 2:29:01 h.